# 约尔格·施彭格勒
约尔格·施彭格勒（德語：Jörg Spengler，1938年12月23日—2013年11月26日），德国男子帆船运动员。他曾代表西德参加1976年夏季奥林匹克运动会帆船比赛，联同约尔格·施马尔获得托纳多级铜牌。